# Dimitar Inkiov
Dimitar Janakiev Inkiov (en bulgare Димитър Янакиев Инкьов) est un écrivain bulgare et allemand, né à Haskovo le 10 octobre 1932 et mort à Munich le 24 septembre 2006.
Il étudie le génie civil puis l'art dramatique à l'Académie de Sofia où il devient réalisateur dramatique. Il écrit plusieurs œuvres théâtrales avant de devoir quitter son pays à la suite de problèmes avec le gouvernement. Il vit à Munich jusqu'en 1991 et travaille comme scénariste radiophonique pour Radio Free Europe à Munich.
Il a écrit plus de 100 livres traduits dans plus de 25 langues, comme sa saga "Ich und meine Schwester Klara" ("Ma sœur Claire et moi").

## Livres
- Die Puppe die ein Baby haben wollte / Куклата, която искаше да си има бебе, 1974
- Geheimformel 101 Planet der kleinen Menschen. Franz Schneider Verlag, München 1978.  (ISBN 3-505-07828-X)
- Das fliegende Kamel und andere Geschichten. Franz Schneider Verlag, München 1979.  (ISBN 3-505-07911-1)
- Miria und Rauber Karabum, 1974
- Der kleine Jager, 1975
- Transi Schraubenzieher, 1975
- Transi hat'ne Schraube locker, 1976
- Reise nach Peperonien, 1977
- Ich und meine Schwester Klara/ Аз и моята сестра Клара. Erika Klopp Verlag, Berlin 1977,  (ISBN 3-7817-0882-9)
- Ich und Klara und der Kater Kasimir/ Аз, Клара и котаракът Казимир. Erika Klopp Verlag, Berlin 1978,  (ISBN 3-7817-0883-7)
- Ich und Klara und der Dackel Schnuffi, 1978
- Ich und Klara und das Pony Balduin, 1979
- Ich und Klara und der Papagei Pippo, 1981
- Ich und Klara und der Dackel Schnuffi. Erika Klopp Verlag, Berlin 1978,  (ISBN 3-7817-0884-5)
- Ich und Klara und das Pony Balduin. Erika Klopp Verlag, Berlin 1979,  (ISBN 3-7817-0885-3)
- Ich und Klara und der Papagei Pippo. Erika Klopp Verlag, Berlin 1981,  (ISBN 3-7817-0886-1)
- Ich und meine Schwester Klara. Die schönsten Geschichten. Klopp, München 1989.  (ISBN 3-7817-0887-X)
- Ich und meine Schwester Klara. Die lustigsten Tiergeschichten. Klopp, München 1994.  (ISBN 3-7817-0888-8)
- Kunterbunte Traumgeschichten, 1978
- Planet der kleinen Menschen, 1978
- Klub der Unsterblichen, 1978
- Das Geheimnis der Gedankenleser, 1979
- Der grunzende Konig, 1979
- Das fliegende Kamel, 1979
- Der versteckte Sonnenstrahl, 1980
- Funf furchterliche Raubergeschichten, 1980
- Eine Kuh geht auf Reisen, 1981
- Leo der Lachlowe, 1981
- Leo der Lachlowe im Schlaraffenland, 1982
- Ich, der Riese, und der Zwerg Schnips, 1981
- Ich, der Riese, und der gro?e Schreck, 1982
- Der Hase im Gluck, 1982
- Maus und Katz, 1983
- Kleiner Bar mit Zauberbrille, 1983
- Ein Igel im Spiegel, 1984
- Hurra, unser Baby ist da, 1984
- Hurra, Susanne hat Zahne, 1985
- Die fliegenden Bratwurstchen, 1985
- Meine Schwester Klara und die Geister, 1982
- Meine Schwester Klara und der Lowenschwanz, 1982
- Meine Schwester Klara und die Pfutze, 1982
- Meine Schwester Klara und der Haifisch, 1983
- Meine Schwester Klara und ihr Schutzengel, 1983
- Meine Schwester Klara und der Schneemann, 1984
- Meine Schwester Klara und ihr Geheimnis, 1984
- Meine Schwester Klara und das liebe Geld, 1985
- Meine Schwester Klara und die gro?e Wanderung, 1985
- Meine Schwester Klara und ihre Kochloffel, 1986
- Meine Schwester Klara und das Lachwurstchen, 1987
- Die Karottennase, 1986
- Was kostet die Welt - Geschichten ums Geld /История на парите/, 1986
- Erzahl mir vom Fliegen, 1986
- Erzahl mir vom Wasser.Die Abenteuer von Plimp und Plomp, 1986
- Erzahl mir von der Erde. Eine Geisterreise um die Welt, 1987
- Erzahl mir vom Rad. Wie das Rad ins Rollen kam, 1987
- Peter und die Menschenzahnefresser, 1987
- Gullivers wundersame Reise auf die Insel Liliput, 1987
- Meine Schwester Klara und der Osterhase, 1988
- Susanne ist die Frechste, 1988
- Die Katze fahrt in Urlaub, 1988
- Erzahl mir von der Sonne.Ein Sonnenstrahl auf gro?er Fahrt, 1988
- Meine Schwester Klara und die geschenkte Maus, 1988
- Meine Schwester Klara und der Piratenschatz, 1988
- Der singende Kater. Neue Maus- und Katzengeschichten, 1989
- Meine Schwester Klara und Oma Mullers Himbeeren, 1989
- Das Buch erobert die Welt, 1990
- "Inkiow's schonstes Lesebuch", 1990 /1993
- Pipsi und Elvira. Ganz neue Katz- und Maus-Geschichten, 1990
- Meine Schwester Klara und ihre Mausezucht, 1990
- Ich und meine Schwester Klara.Die schonsten Geschichten, 1989
- Meine Schwester Klara  ls Umweltschutzerin,	1990
- Ich hab dich ganz stark lieb, Susanne, 1990
- Mein Opa, sein Esel und ich, 1990
- Das kluge Madchen und der Zar, 1990
- Herkules, der starkste Mann der Welt (Griechische Sagen), 1991
- Die Katze la?t das Mausen nicht (Fabeln nach Aesop), 1991
- Ein Kater spielt Klavier, 1991
- Ich bin Susannes gro?er Bruder, 1991
- Inkiows schlaues Buch fur schlaue Kinder, 1991
- Das Buch vom Fliegen, 1991
- Das sprechende Auto, 1992
- Meine Schwester Klara und der lustige Popo, 1992
- Filio der Baum, 1992
- Meine Schwester Klara ist die Gro?te! 1992
- Der Widder mit dem goldenen Fell, 1992
- Wie Siegfried den Drachen besiegte. Europaische Sagen, 1993
- Ist die Erde rund? Geschichten fur Neugierige, 1993
- Der Prinz mit der goldenen Flote Schulbuch fur Klassensatze), 1993
- Der bebrillte Rabe, 1993
- Antonius wird Mauspatenonkel, 1993
- Meine Schwester Klara  und das gro?e Pferd, 1993
- Hund und Floh- Die hupfenden Gaste, 1993
- Wie gro? ist die Erde?, 1993
- Die Ganse, der Fuchs und der Luchs, 1994
- Meine Schwester Klara erzahlt Witze, 1994
- Das Abc-Zauberbuch, 1994
- Der gro?te Esel, 1994
- Das Krokodil am Nil, 1994
- Lustige Abc Geschichten, 1994
- Ich und meine Schwester Klara -  Die lustigsten Tiergeschichten, 1994
- Meine Schwester Klara und das Fahrrad, 1995
- Das Kaninchen und der Frosch, 1995
- Das Madchen mit den viereckigen Augen, 1995
- Meine Schwester Klara stellt immer was an, 1995
- Die Glucksschweine/Eine Maus im Haus, 1996
- Die fliegende Schildkrote, 1996
- Die Abenteuer des Odisseus, 1999
- Orpheis, Sysiphos und &, 2001
- ASOPS FABELN, 1999
- Ein wunderschoner, schlechter Tag, 2001
- Krokodilbauchbesichtigung, 2001
- Achtung! Menschenzahnefresser, 2003
- Klara und Ich in Amerika, 2003
- Die Bibel  fur  Kinder, 2003
- Aesops Fabeln  oder Die Weisheit der Antike, 2004
- Велко Верин - Фейлетони, 2000 - CD
- Ботуш Каишев и другите, 2003,  (ISBN 9549124185) (OCLC 123948745)
- Ботуш Каишев и новото време, 2004

## CD
- Ilias. Igel Records. Nominierung für den Deutschen Hörbuchpreis 2006.
- Die Abenteuer des Odysseus. Igel Records.
- "Die Heldentaten des Herkules". Igel Records.
- Griechische Sagen I. Igel Records.
- Griechische Sagen II. Igel Records.
- Griechische Sagen III. Igel Records.
- Aesops Fabeln". Igel Records.
- Die Götter des Olymp. Igel Records.
- Die Katze lässt das Mausen nicht. Igel Records.
- Die Bibel - Das alte Testament. Igel Records.
- Die Bibel - Das neue Testament. Igel Records.